# Miss Teen USA 2017
Miss Teen USA 2017 fue la 35.ª edición del certamen Miss Teen USA, cuya final se llevó a cabo el 29 de julio de 2017 en el Phoenix Symphony Hall en la ciudad honónima, capital del estado de Arizona. Candidatas provenientes de los 50 estados del país y el Distrito de Columbia compitieron por el título. Al final del evento Karlie Hay, Miss Teen USA 2016 de Texas coronó a Sophia Dominguez-Heithoff de Misuri como su sucesora.

## Resultados
| Posiciones         | Delegada |
| ------------------ | --- |
| Miss Teen USA 2017 | - Misuri - Sophia Dominguez-Heithoff |
| Primera Finalista  | - Oregón - Vanessa Matheson |
| Segunda Finalista  | - Nevada - Alexis Smith |
| Tercera Finalista  | - Indiana - Paige Robinson |
| Cuarta Finalista   | - California - Jaanu Patel |
| Top 15             | - Arizona - Karly Riggs - Iowa - Carley Arnold - Maryland - Taylor Spruill - Nueva York - Isabella Griffith - Oklahoma - Baylee Ogle - Texas - Kirby Lindley - Utah - Rachel Bell - Vermont - Kelsey Golonka - Virginia Occidental - Olivia Hutchison - Wyoming - Autumn Schieferstein |

## Áreas de competencia

### Competencia preliminar
El día antes de noche final, todas las concursantes desfilaron en traje de noche (elegidos al gusto de cada concursante) y en traje de atletismo (similares para todas) durante la competencia preliminar, llamado por la organización Espectáculo de Presentación. Ellas también fueron entrevistadas en privado por un jurado preliminar.

### Final
La noche final fue transmitida en vivo por Facebook y Mixer a todo el mundo, a PlayStation Network a países de las Américas y Xbox Live a 18 países desde el Symphony Hall en Phoenix, Arizona. El transmisiones de PlayStation Network y Xbox Live estuvo disponible en el PlayStation 4, Xbox 360 y Xbox One respectivamente, con soporte para alto rango dinámico (HDR) para los usuarios de la Xbox One S.
El grupo de cuartofinalistas se dio a conocer durante la competencia final. Este grupo estuvo conformado de la siguiente manera:
- El jurado preliminar eligió a las concursantes que más destacaron en las tres áreas de competencia durante la etapa preliminar, otorgando nueve lugares para la noche final.
- La organización Miss Teen USA otorgó otros seis lugares para aquellas candidatas que, a consideración de la organización y el personal de Miss Universo, fueron una buena opción para coronarse como ganadora, basándose en su desempeño durante las actividades del concurso y apreciación personal de los miembros de la organización.

Estas cuartofinalistas fueron evaluadas por un Jurado final:
- Las 15 cuartofinalistas desfilaron en una nueva ronda en traje de atletismo y desfilaron en traje de noche (elegidos al gusto de cada concursante), dónde otras diez más fueron eliminadas del concurso.
- Las cinco restantes (finalistas) se sometieron a una pregunta por parte del jurado, quien determinaron las posiciones finales y a la ganadora, Miss Teen USA 2017.

## Relevancia Histórica de Miss Teen USA 2017

### Resultados
- Misuri gana por segunda vez el título de Miss Teen USA.
- California, Misuri, Texas y Vermont repiten clasificación a semifinales.
- California clasifica por quinto año consecutivo.
- Texas clasifica por cuarto año consecutivo.
- Misuri y Vermont clasifican por tercer año consecutivo.
- Arizona, Nueva York y Oklahoma clasificaron por última vez en 2015.
- Indiana y Virginia Occidental clasificaron por última vez en 2014.
- Maryland clasificó por última vez en 2013.
- Utah y Wyoming clasificaron por última vez en 2012.
- Iowa y Oregón clasificaron por última vez en 2003.
- Carolina del Sur rompe una racha de clasificaciones que mantenía desde 2011.
- Tennessee rompe una racha de clasificaciones que mantenía desde 2013.

## Candidatas
51 candidatas compitieron en Miss Teen USA 2017:
(En la tabla se utiliza su nombre completo, los sobrenombres van entrecomillados y los apellidos utilizados como nombre artístico, entre paréntesis; fuera de ella se utilizan sus nombres «artísticos» o simplificados)
| Estado               | Candidata                 | Edad | Residencia               |
| -------------------- | ------------------------- | ---- | ------------------------ |
| Alabama              | Claire Scott              | 17   | Vestavia Hills           |
| Alaska               | Yana Bartels              | 18   | Fairbanks                |
| Arizona              | Karly Riggs               | 17   | Scottsdale               |
| Arkansas             | Allison Tucker            | 16   | Clarksville              |
| California           | Jaanu Patel               | 16   | Huntington Beach         |
| Carolina del Norte   | McKenzie Hansley          | 17   | Hampstead                |
| Carolina del Sur     | Alexis Johnson            | 18   | Myrtle Beach             |
| Colorado             | Alexis Glover             | 18   | Denver                   |
| Connecticut          | Lana Coffey               | 18   | New Canaan               |
| Dakota del Norte     | Kilyn Parisien-Hill       | 17   | Belcourt                 |
| Dakota del Sur       | Delaney Rupp              | 17   | Sioux Falls              |
| Delaware             | Grace Lange               | 17   | Newark                   |
| Distrito de Columbia | Karis Felton              | 17   | Washington D. C.         |
| Florida              | Victoria DiSorbo          | 18   | Pembroke Pines           |
| Georgia              | Taylor Ward               | 18   | Valdosta                 |
| Hawái                | Lauren Teruya             | 18   | Honolulu                 |
| Idaho                | Gabriella Simpson         | 19   | Boise                    |
| Illinois             | Olivia Bohleber           | 16   | Carmi                    |
| Indiana              | Paige Robinson            | 18   | Indianápolis             |
| Iowa                 | Carley Arnold             | 17   | Chariton                 |
| Kansas               | Malerie Moore             | 16   | Olathe                   |
| Kentucky             | Olivia Prewitt            | 18   | Danville                 |
| Luisiana             | Hailey Crausby            | 18   | Lake Charles             |
| Maine                | Victoria Timm             | 17   | Scarborough              |
| Maryland             | Taylor Spruill            | 18   | Upper Marlboro           |
| Massachusetts        | Caitlyn Martin            | 17   | Swansea                  |
| Míchigan             | Kenzie Weingartz          | 17   | Marysville               |
| Minnesota            | Tori Trittin              | 16   | Lakeville                |
| Misisipi             | Hannah Claire Chisolm     | 17   | Collinsville             |
| Misuri               | Sophia Dominguez-Heithoff | 16   | Parkville                |
| Montana              | Elle Cook                 | 17   | Missoula                 |
| Nebraska             | Samantha Washington       | 18   | Lincoln                  |
| Nevada               | Alexis Marie Smith        | 16   | Summerlin                |
| Nueva Jersey         | Briahna Reinstein         | 16   | Englishtown              |
| Nueva York           | Isabella Griffith         | 16   | Melville                 |
| Nuevo Hampshire      | Kolby Tracey              | 18   | Amherst                  |
| Nuevo México         | Kalina Hamilton           | 16   | Albuquerque              |
| Ohio                 | Emma Karle                | 17   | Municipio de Springfield |
| Oklahoma             | Baylee Ogle               | 18   | Chickasha                |
| Oregón               | Vanessa Matheson          | 18   | Klamath Falls            |
| Pensilvania          | Lauren Ann Weaver         | 16   | Windber                  |
| Rhode Island         | Alexa Papigiotis          | 18   | Providence               |
| Tennessee            | Megan Ski Hollingsworth   | 17   | Lewisburg                |
| Texas                | Kirby Lindley             | 17   | Cypress                  |
| Utah                 | Rachel Bell               | 18   | Sandy                    |
| Vermont              | Kelsey Golonka            | 17   | Montpelier               |
| Virginia             | Madison Walker            | 16   | Virginia Beach           |
| Virginia Occidental  | Olivia Hutchison          | 18   | Huntington               |
| Washington           | Alyssa Williams           | 16   | Sumner                   |
| Wisconsin            | Abby Bryson               | 18   | Brookfield               |
| Wyoming              | Autumn Schieferstein      | 16   | Cheyenne                 |

## Datos acerca de las delegadas
Algunas de las delegadas nacieron o viven en otro estado o región al que representarán, o bien, tienen un origen étnico distinto:
- Jaanu Patel (California) tiene ascendencia india.
- Delaney Rupp (Dakota del Sur) nació en el estado de Iowa.
- Victoria DiSorbo (Florida) y Olivia Hutchison (Virginia Occidental) tienen ascendencia italiana.
- Olivia Bohleber (Illinois) Kenzie Weingartz (Míchigan) y  Autumn Schieferstein (Wyoming) tienen ascendencia alemana.
- Sophia Dominguez-Heithoff (Missuri) tiene ascendencia mexicana por el lado paterno.
- Alexa Papigiotis (Rhode Island) tiene ascendencia griega.
- Kelsey Golonka (Vermont) tiene ascendencia polaca.

Otros datos significativos de algunas delegadas:
- Caitlyn Martin (Massachusetts) fue diagnosticada con epilepsia a la edad de ocho años.

## Países disponibles
Las transmisiones de PlayStation Network y Xbox Live fue disponible solamente en estos países:

### PlayStation Network
| - Argentina - Bolivia - Brasil - Canadá - Chile - Colombia - Costa Rica - Ecuador - El Salvador - Estados Unidos | - Guatemala - Honduras - México - Nicaragua - Panamá - Paraguay - Perú - Uruguay |

### Xbox Live
| - Alemania - Argentina - Australia - Brasil - Canadá - Chile - Colombia - Eslovaquia - España - Estados Unidos | - Francia - Israel - Italia - México - Países Bajos - Reino Unido - Sudáfrica - Suiza |